# Underworld: Awakening
Underworld: Awakening är en amerikansk action-/fantasyfilm från 2012.

## Handling
När vampyrkrigaren Selene äntligen blir fri efter att ha varit fängslad i många år befinner hon sig i en förändrad värld, där människorna har upptäckt både vampyrernas och varulvarnas existens. De för nu ett fullskaligt krig för att utrota de båda odödliga raserna.
Nu måste Selene kämpa mot både människor och en skrämmande ny ras av supervarulvar för att dödsbringarna ska kunna överleva.

## Om filmen
Detta är den fjärde delen i berättelsen om kriget mellan vampyrer och lycans (varulvar).
Tidigare filmer i serien är Underworld från 2003, Underworld: Evolution, från 2006, och Underworld: Rise of the Lycans från 2009.

## Rollista (i urval)
- Kate Beckinsale som Selene.
- Michael Ealy som detektiv Sebastian.
- India Eisley som Eve.
- Theo James som David.
- Stephen Rea som Dr. Jacob Lane.
- Kris Holden-Ried som Quint Lane.
- Charles Dance som Thomas.
- Sandrine Holt som Lida.
- Catlin Adams som Olivia.
- Adam Greydon Reid som Alan.
- Scott Speedman som Michael Corvin.
- Wes Bentley som Edward Vronskí